# La genesi del tuo colore
La genesi del tuo colore è un singolo del cantautore italiano Irama, pubblicato il 4 marzo 2021.

## Descrizione
Il brano è stato eseguito per la prima volta dall'artista durante la seconda serata del Festival di Sanremo 2021 tramite un video pre-registrato della prova generale anziché dal vivo, a causa della quarantena imposta al cantante dopo che un membro del suo staff è risultato positivo al COVID-19. Il brano si è infine classificato al 5º posto al termine della manifestazione.

## Video musicale
Il video, diretto da Gianluigi Carella e girato presso l'autodromo nazionale di Monza, è stato pubblicato in concomitanza del lancio del singolo sul canale YouTube del cantautore. Il video ha visto la partecipazione di Beatrice Barichella e Roberto Galano.

## Tracce
Testi e musiche di Irama, Giulio Nenna e Dardust.
1. La genesi del tuo colore – 3:48

## Classifiche

### Classifiche settimanali
| Classifica (2021) | Posizione massima |
| ----------------- | ----------------- |
| Italia            | 3                 |
| Svizzera          | 75                |

### Classifiche di fine anno
| Classifica (2021) | Posizione |
| ----------------- | --------- |
| Italia            | 20        |